# Slasher-Film
Der Slasher-Film oder Slasherfilm (engl. slash, ‚aufschlitzen‘) ist ein Subgenre des Horrorfilms, bei dem eine Gruppe von Teenagern von einem Killer bedroht wird (daher auch teilweise Teenie-/Teenager-Horrorfilm). Das Genre erfuhr vor allem in den späten 1970er- und frühen 1980er-Jahren seine Blütezeit.

## Geschichte

### Ursprünge und Einflüsse
Als wahrscheinlich erster Film der Geschichte nimmt Thirteen Women aus dem Jahre 1932 in seiner Schilderung einer Mordserie an jungen Frauen einige Motive des modernen Slasher-Films vorweg. Viele Jahre vergingen, bis 1960 zwei Filme veröffentlicht wurden, die maßgeblich an der Entwicklung des Slashers beteiligt waren. Der erste ist Augen der Angst, ein zur damaligen Zeit äußerst kontroverser Film, der die Karrieren von Regisseur Michael Powell und Hauptdarsteller Karlheinz Böhm beschädigte. Der Film handelt von Kameramann Mark Lewis, der junge Frauen tötet und ihren entsetzten Gesichtsausdruck im Augenblick ihres Todes mit der Kamera festhält. Bei den Morden nimmt der Zuseher das erste Mal konsequent die Perspektive des Täters ein und wird, ähnlich wie Mark im Film, als Voyeur entlarvt, der aus den Morden auf der Leinwand einen gewissen Lustgewinn zieht. Der zweite dieser beiden Filme ist Alfred Hitchcocks Psycho, in dem Norman Bates, der unter einer multiplen Persönlichkeit leidet, in Gestalt seiner toten Mutter mehrere Morde begeht. Beide Werke präsentieren erstmals den psychisch gestörten Täter als Hauptfigur – ein Trend, dem der „Slasher“ folgen wird.
Starken Einfluss auf den Slasher übte der Splatterfilm aus, der 1963 mit Blood Feast von Regisseur Herschell Gordon Lewis erfunden wurde. Hauptthema der meist mit niedrigem Budget produzierten Splatterfilme ist die äußerst gewaltsame, meist übertrieben blutige Ermordung junger, gutaussehender Frauen. Den Erfolg von Blood Feast setzte Lewis mit Two Thousand Maniacs! (1964) und The Wizard of Gore (1970) fort.
Weiteren Einfluss auf den modernen Slasher-Film übte das typisch italienische Thriller-Subgenre Giallo aus, das Mario Bava in den frühen 1960er begründete. Giallos wie Bavas Blutige Seide (1964) und Dario Argentos Das Geheimnis der schwarzen Handschuhe (1970) werden als direkte Vorfahren des Slashers gesehen. Ähnlich wie in diesem werden im Giallo hübsche Frauen von einem unbekannten, oft maskierten Mörder, dessen Taten im Kontext einer psychosexuellen Pathologie stehen, getötet. Die Morde stehen dabei im Mittelpunkt des Geschehens und stellen die eigentliche Attraktion des Films dar, während die Ermittlungen zur Aufklärung der Verbrechen lediglich die Rahmenhandlung bilden. Bava ist auch verantwortlich für Im Blutrausch des Satans (1971), einen Horrorthriller aus dem Jahre 1971, der als früher Vertreter des Slasher-Genres gilt.
Die 1970er Jahre waren die Blütezeit des Exploitationfilms. Zu diesen Filmen zählt man kostengünstig produzierte Filme, die auf der Erfolgswelle bekannterer und erfolgreicherer Werke mitzuschwimmen versuchen. Häufig entsteht so ein wilder Mix aus Horror-, Thriller-, Krimi- und Sex-Elementen. Besonders bedeutsam für die Entwicklung des Slashers waren die sog. Rape-and-Revenge-Filme, in denen vergewaltigte Frauen sich gewaltsam an ihren Peinigern rächen. Beispiele hierfür sind Ich spuck auf dein Grab (1978) und Das letzte Haus links von Wes Craven (1972).
Im Jahre 1974 definierte Tobe Hoopers Blutgericht in Texas (1974) das Subgenre des Backwoods-Films. In dieser Filmgattung dreht sich die Handlung um eine Gruppe Stadtbewohner, die in der Provinz in die Fänge unzivilisierter Hinterwäldler geraten, sodass sich Merkmale des Splatters und des Rape-and-Revenge-Films vereinen. Hoopers kontroverser Film bietet zudem ein weiteres Novum, nämlich das erste Final Girl der Filmgeschichte.

### Frühe Slasher
Als erster „Slasher“ gilt neben Mario Bavas Im Blutrausch des Satans gemeinhin Bob Clarks Jessy – Die Treppe in den Tod (1974). Der Film ist bekannt dafür, viele filmische Mittel einzuführen, die wenige Jahre später zu den Charakteristika des modernen Slasher-Films wurden. Dazu zählen u. a. das serienhafte Töten junger Frauen durch einen unbekannten Täter, das Final Girl als letzte Überlebende, die sich dem Täter stellt, sowie der konsequente Einsatz von subjektiven Point-of-View-Shots aus der Sicht des Killers. Weitere Filme wie Communion – Messe des Grauens (1976), Der Bohrmaschinenkiller (1978) und Drive-In Killer (1976) griffen diese Elemente auf.
All diese Einflüsse vereinte Regisseur John Carpenter in seinem Genremeisterwerk Halloween – Die Nacht des Grauens (1978) zum ersten richtigen Slasher-Film. Halloween kombiniert geschickt die filmischen Mittel und Strukturen seiner Vorgänger und formt daraus die für das Subgenre typischen Konventionen, die fortan von allen Vertretern der Gattung aufgegriffen und zitiert werden. Carpenters Horrorthriller war ein riesiger Erfolg an den Kinokassen und machte dadurch die großen Hollywoodstudios auf das Genre aufmerksam, die hofften, mit ähnlichen Filmen große Profite erwirtschaften zu können. So produzierte und vertrieb etwa das Major-Studio Paramount Pictures Sean S. Cunninghams Überraschungserfolg Freitag der 13. (1980), der die Genrekonventionen, die Halloween vorgegeben hatte, aufgriff und perfektionierte. Nun war der Slasher-Film endgültig publikumsattraktiv und mainstreamtauglich geworden und trat seinen Siegeszug durch die Kinos an.

### Die Goldenen Jahre
Dem von Halloween gestarteten Trend folgten Anfang der 1980er Jahre eine Vielzahl ähnlicher Slasher-Filme, deren Handlungen an Feiertagen oder besonderen Anlässen angesiedelt sind, darunter Blutiger Valentinstag (1981), Ab in die Ewigkeit (1981), Rocknacht des Grauens (1980), Prom Night – Die Nacht des Schlächters (1980), Muttertag (1980) und Stille Nacht – Horror Nacht (1984). Weitere bekannte Slasher aus dieser Zeit sind u. a. Das Kabinett des Schreckens (1981), Hell Night (1981), Monster im Nachtexpress (1980), Brennende Rache (1981), Forke des Todes (1981), Maniac (1980), Curtains – Wahn ohne Ende (1983) und Blutiger Sommer – Das Camp des Grauens (1983).
Der Erfolg von Halloween und Freitag der 13. ließ beiden Filmen mehrere Fortsetzungen folgen. Der Fokus verschob sich bei diesen Filmen allerdings weg von der Identifikation mit den Opfern hin zur Identifikation mit den Killern, die dadurch zu den Protagonisten der Filme und Figuren der Populärkultur avancierten. Zudem wurde mehr Wert auf blutigere und bizarrere Morde gelegt, um den steigenden „Blutdurst“ des vorwiegend jugendlichen Publikums zu stillen.
Mitte bzw. Ende der 1980er Jahre kamen zwei Franchises auf die Kinoleinwand, die das Slasher-Genre mit übernatürlichen Elementen vermischten: Nightmare – Mörderische Träume (1984) und Chucky – Die Mörderpuppe (1988). Beide Filme zogen jeweils mehrere Fortsetzungen nach sich. Auf die Erfolgswelle aufspringend wurden auch ältere Filme wie Blutgericht in Texas (1974) und Psycho (1960) fortgesetzt.

### Der Niedergang des Genres
Als Ende der 1980er Jahre die Gewinne, die Slasher-Filme an den Kinokassen erzielten, zurückgingen, wurden stetig weniger Filme dieser Art produziert. Auch die großen Franchises Halloween, Freitag der 13. und A Nightmare on Elm Street mussten Gewinneinbußen verbuchen und brachten deshalb seltener Fortsetzungen auf den Markt. Die zunehmenden Kontroversen und Debatten über Gewalt in den Medien trugen zu dieser Entwicklung bei.
Der emporstrebende Videomarkt ermöglichte es unabhängigen Filmemachern, B-Filme als Direct-to-Video-Produktionen auf den Markt zu bringen, darunter auch unzählige billigst produzierte Fortsetzungen früherer Filme. Aufgrund dieser neuen Unabhängigkeit der Filmschaffenden wurden die großen Studios nicht mehr als Produktionspartner gebraucht und waren folglich nicht mehr daran interessiert, derartige Werke zu produzieren.

### Die Wiedererweckung des Slashers
In der zweiten Hälfte der 1990er Jahre wurde der Slasher-Film plötzlich erneut zum erfolgversprechenden Mainstreamgenre. Verantwortlich für diese Wiederauferstehung ist Regisseur Wes Craven und sein Film Scream – Schrei! (1996). Scream war sowohl bei den Kritikern als auch an den Kinokassen ein enormer Erfolg und leitete eine neue Ära des Slashers ein. Cravens Film ist gleichermaßen Hommage als auch Satire auf die Slasher-Filme der 1980er Jahre und spielt gekonnt mit den Genrekonventionen. Der kommerzielle Erfolg von Scream ließ drei Fortsetzungen nachfolgen: Scream 2 (1997), Scream 3 (2000) und Scream 4 (2011). Diese Filme sowie viele ihrer Nachahmer zeichnen sich v. a. durch parodistische Züge, besser entwickelte Charaktere, höhere Budgets und bekanntere Schauspieler aus und unterscheiden sich darin auch von ihren älteren Vorbildern. Überdies wurden die Gewaltszenen im Vergleich zu den Filmen der 1980er entschärft und reduziert.
Dem Erfolg von Scream folgten einige weitere kommerziell erfolgreiche Slasher, wie z. B. Ich weiß, was du letzten Sommer getan hast (1997), Düstere Legenden (1998) und Schrei wenn du kannst (2001).

### Aktuelle Trends: Remakes und Reboots
Der Triumph der neuen Slasher-Welle, die auf Wes Cravens Scream folgte, hatte auch seinen Einfluss auf die klassischen Genre-Franchises der 1980er Jahre Halloween, Freitag der 13. und A Nightmare on Elm Street. Die Halloween-Reihe wurde 1998 mit Halloween H20 (1998) fortgesetzt, der die Teile 3 bis 6 der Reihe außer Acht lässt und direkt an Halloween II – Das Grauen kehrt zurück (1981) anknüpft. Eine weitere Fortsetzung folgte 2002 mit Halloween: Resurrection. Auch die Freitag-der-13.-Reihe wurde 2002 mit Jason X eher erfolglos fortgesetzt, bis Ronny Yu 2003 die zwei Franchises Freitag der 13. und A Nightmare on Elm Street in einem Crossover verband und die Protagonisten beider Reihen in Freddy vs. Jason gegeneinander antreten ließ.
Der aktuelle Trend im Horrorkino steht ganz im Zeichen der Neuverfilmungen und Neustarts. Von zahlreichen 1980er-Jahre-Slashern wurden in den letzten Jahren Remakes gedreht, darunter Black Christmas (2006), Prom Night (2008), My Bloody Valentine 3D (2009) und A Nightmare on Elm Street (2010). Michael Bays Produktionsfirma Platinum Dunes produzierte die Remakes Michael Bay’s Texas Chainsaw Massacre (2003) und Freitag der 13. (2009). Der Musiker und Regisseur Rob Zombie legte 2007 Halloween neu auf, wobei er den Fokus – anders als in Carpenters Original – auf die Entwicklung des Killers legt. Zwei Jahre später folgte die Fortsetzung Halloween II (2009).
Aktuelle Erscheinungen wie der Folter- und Survival-Horror mit Filmen wie Saw (2004) und dessen zahlreichen Fortsetzungen sowie Hostel (2005) übernehmen wiederum Merkmale des klassischen Slasherfilms, wie etwa exzessive Gewaltszenen, psychopathische Mörder oder isolierte Schauplätze. Das dem Slasher ähnliche Backwood-Subgenre wurde durch Wrong Turn (2003), Wolf Creek (2005) bzw. durch die Remakes von Texas Chainsaw Massacre (2003) und The Hills Have Eyes – Hügel der blutigen Augen (2006) zu neuem Leben erweckt.

## Merkmale und Struktur

### Handlungsstruktur
In ihrem Buch Games of Terror hat Vera Dika die Handlungsstruktur des Slasher-Films untersucht. Danach teilt sich die Handlung eines Slashers in zwei zeitlich voneinander getrennte Teile ein, die wiederum in mehrere Handlungsschritte aufgespaltet werden.
Der erste Teil der Handlung spielt in der Vergangenheit.
- Eine Gruppe von Jugendlichen macht sich durch ihre Handlungen schuldig.
- Der Killer wird Zeuge dieser Schuld oder sieht sich als ihr Opfer.
- Der Killer erfährt einen Verlust.
- Der Killer tötet einen oder mehrere der Jugendlichen.

Der zweite Teil der Handlung spielt in der Gegenwart.
- Ein Ereignis in der Gegenwart erinnert an das Vergangene.
- Die zerstörerische Kraft des Killers wird durch diese Erinnerung reaktiviert.
- Der Killer erkennt in den Jugendlichen der Gegenwart die der Vergangenheit wieder.
- Ein Erwachsener warnt die Jugendlichen.
- Die Jugendlichen schenken dieser Warnung keine Beachtung.
- Der Killer verfolgt einige der Jugendlichen.
- Der Killer tötet einige der Jugendlichen.
- Die Heldin findet die Opfer und wird sich dadurch der Gefahr bewusst.
- Die Heldin sieht den Killer.
- Die Heldin kämpft gegen den Killer.
- Die Heldin tötet den Killer oder überwindet ihn zumindest.
- Die Heldin überlebt.
- Die Heldin wird jedoch weiter verfolgt, sei es im wörtlichen oder übertragenen Sinne.

Diese Handlungsstruktur findet sich im Großteil der Slasher-Filme wieder. Zwar kann die Reihenfolge der einzelnen Handlungsschritte variieren oder es können einzelne Abschnitte weggelassen werden, die Grundstruktur bleibt jedoch stets dieselbe. Diese Eintönigkeit wird oft kritisiert, aber auch für den Erfolg des Genres verantwortlich gemacht.

### Oppositionen
Zudem benennt Dika fünf zentrale Oppositionen, die für Filme des Genres mehr oder weniger bindend sind.
- Leben vs. Tod: Die Jugendlichen verkörpern aufgrund ihres Verhaltens und ihres Aussehens das Leben, der Killer verkörpert durch das Fehlen von sozialen Fähigkeiten und sein meist entstelltes Aussehen den Tod.
- Jugendliche vs. Erwachsene: Dieser Gegensatz isoliert die Jugendlichen von der Welt der Erwachsenen, die ihnen keinen Glauben schenken oder den Geschehnissen machtlos gegenüberstehen.
- stark vs. schwach: Während die – physisch wie psychisch – starken Teenager überleben, fallen die schwachen dem Killer zum Opfer.
- wert vs. unwert: „Unwerte“ Jugendliche konsumieren Drogen oder haben Sex und werden dafür vom Killer bestraft, während „werte“ Jugendliche diesen Verführungen widerstehen und somit überleben.
- Über-Ich vs. Es: Diese Kategorie bezieht sich auf den Antagonismus zwischen Killer und Heldin, zwischen denen eine unbewusste Verbindung besteht. Die Heldin ist in der Lage, ihr „Es“ bzw. ihre unbewussten Triebe zu kontrollieren, somit dominiert ihr „Über-Ich“. Die Persönlichkeit des Killers ist im Gegensatz dazu ganz auf sein „Es“ bzw. seine unbewussten Triebe reduziert.[5][7]

### Final Girl
Als Final Girl bezeichnet man die letzte Überlebende eines Slashers, die sich dem Killer im Finale des Films stellt und ihn besiegt. Das Final Girl zeichnet sich zumeist durch ihre „sittliche“ Lebensweise aus, da sie weder Drogen konsumiert noch Sex hat, oft sogar noch Jungfrau ist und somit (nach Dika) eine „werte“ Person darstellt. Des Weiteren besitzt das Final Girl die für das Überleben entscheidende Fähigkeit zum „Sehen“. Sie ist die einzige, die die Gefahr, oft durch den Fund der bereits ermordeten Opfer, erkennt und den Killer sieht. Anders als die anderen Jugendlichen sieht das Final Girl den Angreifer kommen und kann sich somit gegen ihn wehren und ihn letztendlich besiegen. Dieses aktive Sehen unterscheidet sie von den übrigen Opfern, schafft jedoch zugleich eine Verbindung zwischen ihr und dem Killer, der sich seine Opfer auch durch seinen Blick unterwirft.

### Weitere Merkmale
Weitere Merkmale des Slasher-Films sind:
- Der Killer: Die Person des Killers bleibt in den meisten Filmen bis zur obligatorischen Aufdeckung am Ende des Filmes unbekannt. Oft wird seine Identität durch eine Maske oder geschickte Kameraarbeit und Beleuchtung verschleiert. In den meisten Fällen ist er psychisch krank oder hat in der Vergangenheit ein schweres Trauma erlebt. Während frühe Slasher auf eine Identifikation mit den Opfern ausgelegt sind, verschiebt sich dieser Fokus während der 1980er Jahre, als das Genre v. a. durch Fortsetzungen der Franchises Freitag der 13., Halloween und A Nightmare on Elm Street beherrscht wird, zugunsten der Killerfiguren, die dadurch zu populären Antihelden und Hauptdarstellern der Filme werden. Zu den bekanntesten zählen Jason Voorhees, Michael Myers und Freddy Krueger.[3][5]
- Die Tatwerkzeuge: Die Tatwerkzeuge, die der Killer bei seinen Morden benutzt, sind meist Hieb- und Stichwaffen wie Messer oder Beile. Die Morde sind somit meist sexuell motiviert und konnotiert. Einige Killer haben eine für sie spezifische Tatwaffe, wie etwa Freddy Kruegers Messerhandschuh oder Leatherfaces Kettensäge.[3]
- Offenes Ende: Die meisten Slasher-Filme haben ein offenes Ende, das die Rückkehr des Killers offenlässt. Dadurch entstanden aus kommerziell erfolgreichen Filmen oft ganze Filmreihen, in denen der Killer zur Hauptfigur avancierte.[3]
- Subjektive Kamera: In jedem Slasher nimmt die Kamera mindestens einmal die subjektive Perspektive des Killers ein. Durch diese Point-of-View-Shots nimmt das Publikum eine voyeuristische Haltung ein, da es das Geschehen aus der Sicht des Täters wahrnimmt, der den Jugendlichen im Film auflauert, sie beobachtet, angreift und tötet. Durch diesen Voyeurismus kann das Publikum, wie der Killer im Film, einen pseudosexuellen Lustgewinn aus den Taten ziehen. Zudem wird durch die Verwendung der subjektiven Perspektive Spannung aufgebaut.[3]

## Interpretation
Vielfach wird der Slasher interpretiert als ein Genre, das reaktionäre Moralvorstellungen propagiert, da der Killer oft ein „Fehlverhalten“ der Teenager, wie Drogenmissbrauch oder vorehelichen Sex, mit dem Tode ahndet. Ebenso lässt sich das Genre als eine dystopische Erzählung vom Ende der Kindheit lesen, in dem auf das Erwachen der Sexualität und damit dem Eintritt ins Erwachsenenalter nur noch der Tod folgt. Eine andere Interpretation geht von einem engeren Zusammenhang zwischen Sex und Gewalt aus und deutet die Morde, bei denen die Opfer meist von phallischen Tatwaffen penetriert werden, als sexuelle Akte, bei denen der Täter seine unterdrückte oder abartige sexuelle Begierde auslebt. Laut dieser Interpretation zieht auch der Zuschauer einen sexuellen Lustgewinn aus dem Gesehenen.
Auch die Medienwirkungsforschung beschäftigt sich mit den Auswirkungen von Gewalt in den Medien auf das Publikum. Nach der weit verbreiteten Katharsistheorie können Gewaltdarstellungen im Film Spannungen abbauen und die Gewaltbereitschaft mindern. Im Gegensatz dazu geht die Habitualisierungstheorie davon aus, dass zu viel Gewalt in den Medien abstumpfend wirken kann. Die Stimulationstheorie schließlich geht davon aus, dass Gewalt im Film die Aggressionsbereitschaft fördert.
Mehrere feministische Studien, u. a. von Vera Dika und Carol Clover, widmen sich der Rolle der Frau im Slasher-Film und der Figur des Final Girls.

## Kritik
Kaum ein anderes Filmgenre hat einen schlechteren Ruf als der Slasher-Film. Nur die wenigsten Filme des Genres, wie etwa Halloween – Die Nacht des Grauens oder Scream – Schrei!, erhielten gute Kritiken, während die meisten anderen Vertreter der Gattung einhellig negativ bewertet oder gänzlich ignoriert werden. Der bekannte US-amerikanische Filmkritiker Roger Ebert prägte für das Genre den spöttischen Begriff „dead teenager movies“ und bemängelt v. a. fehlende Logik, flache Handlung und schlechte Schauspielleistungen.
Durch zahlreiche Debatten zum Thema Gewalt in den Medien geriet das Genre wegen seiner exzessiven und realistischen Gewaltdarstellung in Verruf und wird deshalb noch immer stark kritisiert. Dies hatte auch zur Folge, dass besonders in den 1980er Jahren viele Slasher-Filme, zumindest vorübergehend, indiziert oder stark zensiert wurden. Auch Jugendschützer und Medienwirkungsforscher beschäftigen sich mit der Gewaltdarstellung in Filmen.

## Dokumentarfilme
- Going to Pieces: The Rise and Fall of the Slasher Film. (2006)
- Scream and Scream again: The History of the Slasher Film. (2008)